# 殺很大
《殺很大》為台灣網路遊戲《殺Online》於2009年推出的電視廣告暨平面廣告，均由郭書瑤主演。至2009年3月底止，該廣告前後共推出《愛人篇》、《仇人篇》及《戰爭篇》。
該電視廣告以無厘頭方式呈現，因廣告中強調郭書瑤搖晃的乳房而獲得極大廣告效益。據製作該廣告的團隊的說法：《殺很大》之所以成功，除了簡單、易懂、又好記的台詞外，數十秒廣告當中亦包含許多「代表很多意思」的橋段。
另外，廣告片中「殺很大」口號（片尾標語為「殺很大　殺不用錢」）亦隨即成為台灣熱門用語；以2009年5月的台灣Google新聞搜尋為例，當月以「殺很大」為標題或內容引用的不同新聞多達數百則以上。

## 製作

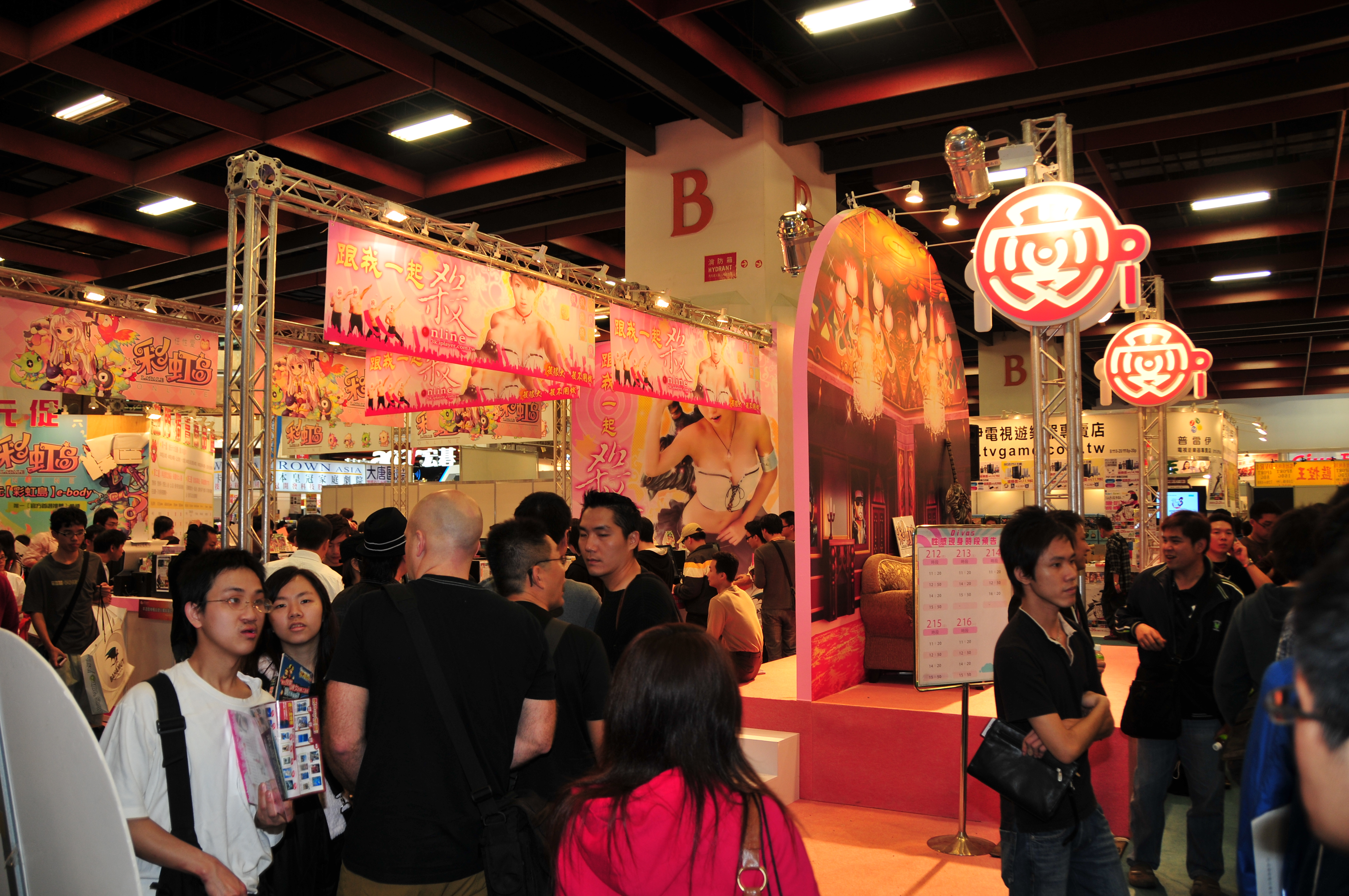
2009台北國際電玩展，三十數位科技攤位

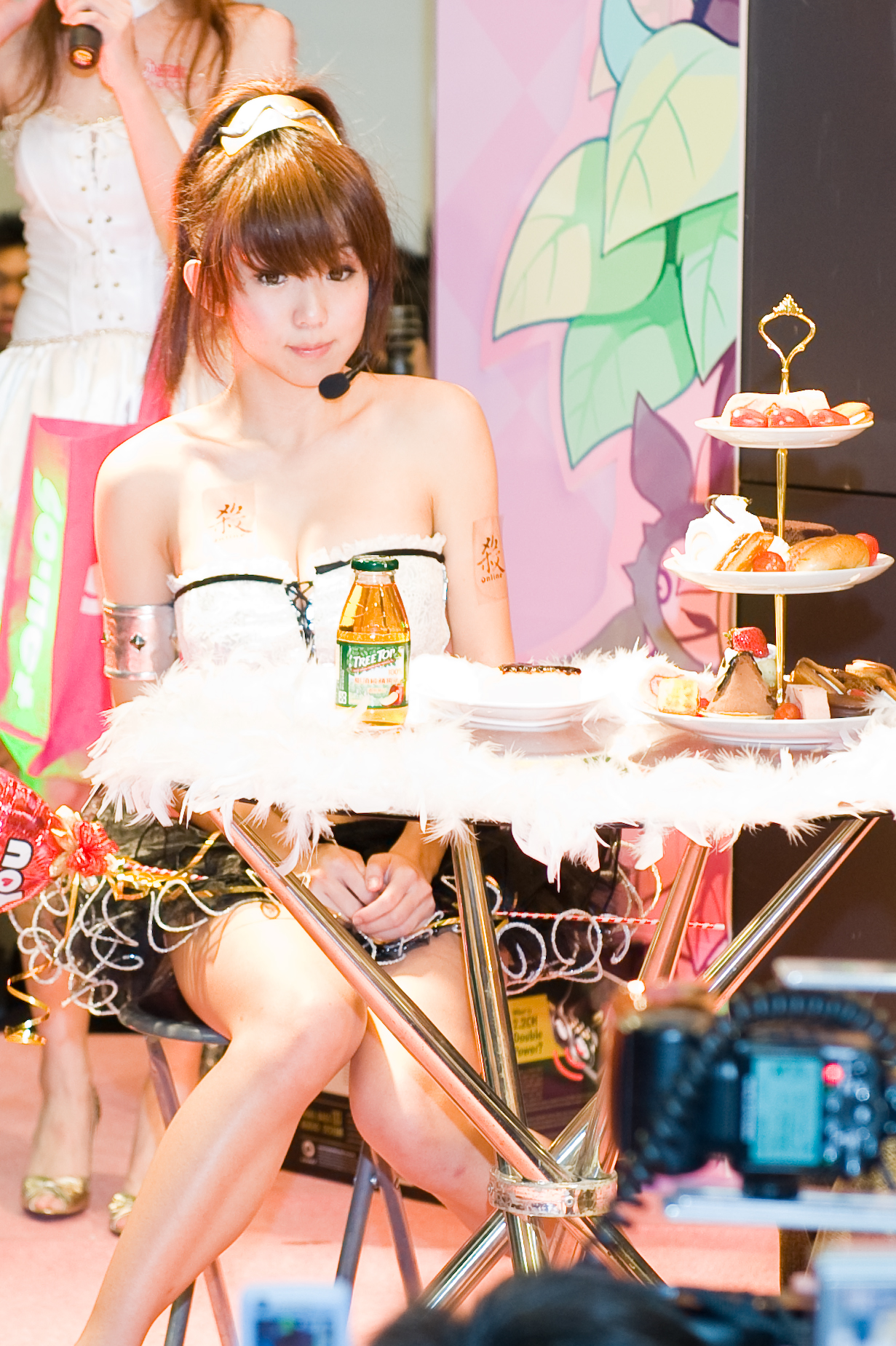
2009台北國際電玩展，瑤瑤在三十數位科技攤位代言《殺Online》

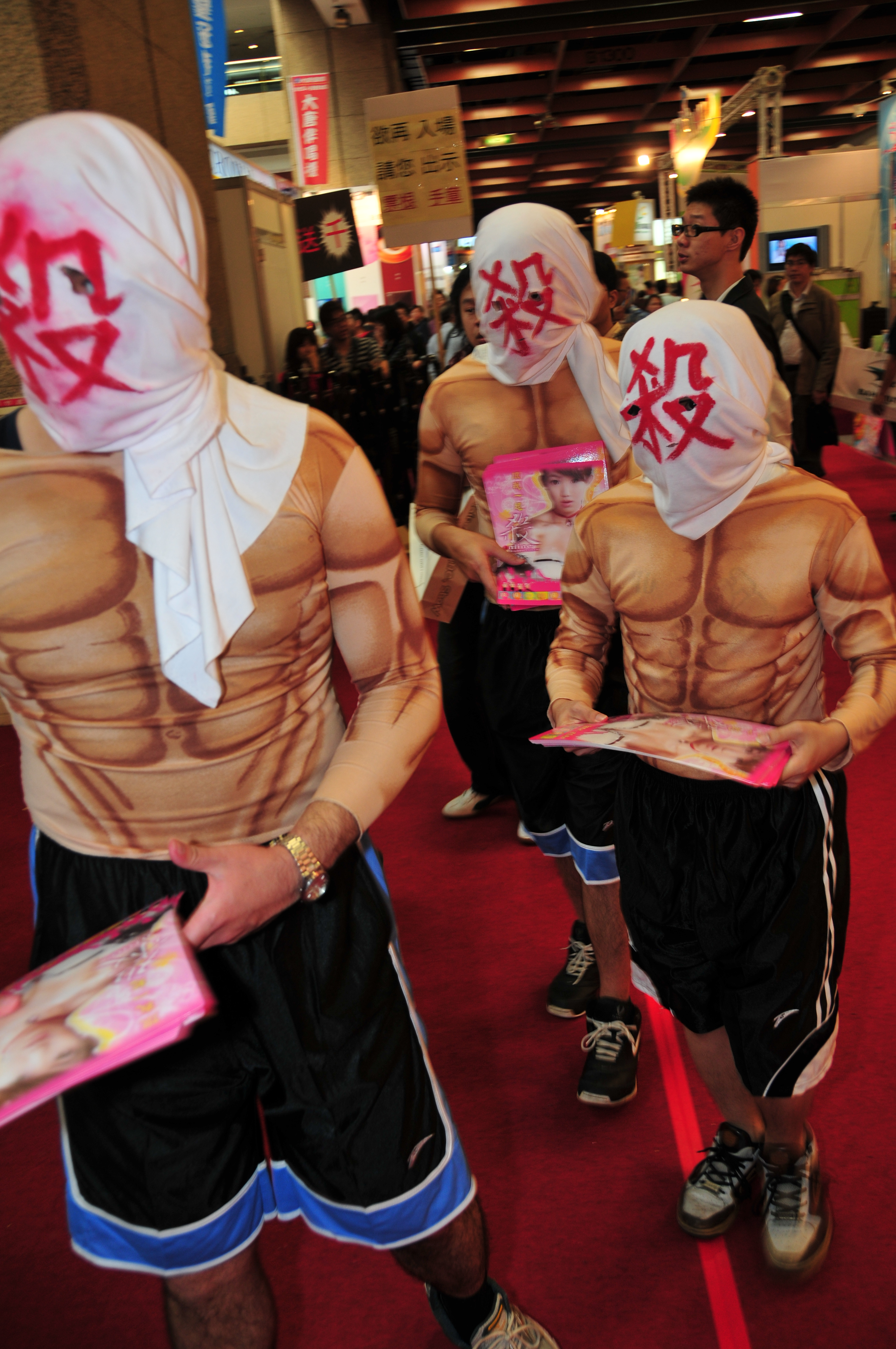
2009台北國際電玩展，《殺Online》宣傳隊

《殺很大》為三十數位科技（Thirty Inc.）經營的「愛玩家」（iPlayer）系列遊戲之一。「愛玩家」系列行銷手法，以跳脫一般網路遊戲市場的主流為特點，該廣告的廣告公司先前負責了《異魔界Online》、《勇氣Online》兩網路遊戲的廣告操作，該操作不只製作廣告，亦也都利用媒體製作行銷話題。因此，「愛玩家」系列除了經營網路遊戲本身外，最重要在於在經營品牌。
《殺很大》由黃少民製作，廣告本質在於宣傳《殺Online》的遊戲特色。「殺很大」的「殺」字除了源自遊戲名稱外，亦以形容詞「很大」形容該遊戲可以到處與人網路虛擬對仗、並且在網路虛擬主角「死了」之後，還可以有「噴裝」等後續畫面，這才是名副其實「殺很大」的意涵。
除了以「殺很大」為主要標語外，《殺很大》廣告製作的的行銷團隊於研擬廣告時，亦決定廣告內容以強調遊戲PVP（玩家對玩家）系統的特色，以區隔《殺Online》與其他三國演義遊戲。也就是說，「殺很大」乃是用最直接、最簡潔的用語，強調遊戲玩家對抗的虛擬網路遊戲特性。
除了標語、強調玩家虛擬對抗外，《殺很大》廣告腳本亦搭配最能吸引玩家目光的廣告女主角，以形成該廣告的三基本創意。因為廣告主要對象為遊戲玩家，《殺很大》廣告邀請主持中視《數位遊戲王》、已於該族群頗具知名度的瑤瑤主演，以吸引玩家目光。

## 播出及後續
以網路族或遊戲玩家為主訴求對象的該廣告，播出後果然引發足夠該族群的注意與興趣。除此，該廣告並有效刺激網路搜尋的動力，還引發網友在網路上的熱烈討論及媒體報導。而因為該廣告的成功，之後出現不同業者模仿的同類型廣告，如鈊象電子《預言Online》的「女工人篇」、艾柏斯科技《發達麻將Online》的「只能摸不能碰」篇等等。
《殺很大》廣告推出後，讓該廣告女主角郭書瑤（瑤瑤）受到矚目；而該廣告引發的「童顏巨乳」、「物化女性」、「廣告性暗示」等話題也在台灣社會層面延燒，並遭到部分人士的質疑及檢舉。對於此質疑與檢舉，主管台灣媒體的國家通訊傳播委員會（NCC）並未對此廣告開罰。不過另一方面，NCC於2009年4月2日特別發表聲明：台灣各家電視台應該注意播出的該類型爭議廣告（如後續的「女工人篇」及「只能摸不能碰」是否有違反公序良俗），並予以拒播。NCC聲稱，如果電視台未盡把關之責，NCC將會對播出違法廣告的電視台處十萬元至百萬元的行政罰鍰。
電音女團BOB芭比也在日後推出殺很大同名歌曲。

## 行政指導
NCC宣示對《殺很大》等類型廣告的禁播態度後，受到台灣社會的不少反對聲浪。許多涉及的廣告媒體暨當事者，亦利用此機會達到廣告效應。例如瑤瑤的爆紅，並以女性身材為主題，獲得中華職棒開球機會。不過另一方面，台灣學者認為，利用法令限制廣告的內容，會對廣告創意有一定程度的限縮。
為了避免出現反效果，NCC於2009年4月初宣告禁制態度後，就不再後續發言。直到一個多月的同年5月，NCC才發表以新聞稿主體的最後立場。在此新聞稿中，NCC仍對以「爆乳手法」為製作重點的網路遊戲廣告，有不同的處置方式。針對《殺很大》廣告，NCC諮詢委員普遍認為：該廣告與產品的關連性清楚，加上局部特寫女性乳房的時間很短，符合比例原則。因此，根據NCC諮詢委員的建議，NCC將「不予處理」，也就是不罰錢、不下達行政指導。
另一方面，由女藝人舒舒拍攝的《預言Online》及《發達麻將Online》等兩部廣告，則認定有「過度強調女體特定部位，物化貶抑」、「添加許多性暗示的說法可能產生誤導」、「故意強調女體特定部位」、「麻將術語涉及曖昧煽情」等等的違規之嫌。該兩廣告雖未達到行政處分的程度，但該委員會仍做出「發函改進」的行政指導。該指導，要求於全台41個電視頻道播出的該兩廣告須更改播出時段或改進不妥內容。不過實際上，於處分下達之前，被點名的三支廣告均已經不再播出。

## 次文化暗示
「殺很大」一辭在網路鄉民間又有特殊涵義：當注音輸入法關閉時，如「殺」字以注音方式打英文鍵盤則會呈現「g8」（「雞巴」，暗指男性陽具），當瑤瑤坐在木馬上大喊「殺很大」就讓人有聯想性暗示。

## 新名詞
因為《殺很大》廣告受到一定回響，「殺很大」亦從廣告用語變成台灣的流行日常用語。 受此影響，以「很大」的後綴詞語及語言符號亦在台灣普遍流行，例如「震很大」、「摸很大」、「醜很大」、「博很大」、「貪很大」及「賣很大」等等，也有新聞預報將「沙很大」當作「沙塵暴來襲」的新聞標題。台灣詩人陳黎稱讚《殺很大》很有新意，「打亂固有的語言模式，又能創造『陌生化』的效果；好比詩的口水，不斷向人群飛濺。」 台灣政論家南方朔甚至於2009年4月推論，2009年的關鍵詞必然是源於《殺很大》的「○很大」；因為該詞把台灣當今每件事情一定會弄成誇張離譜之極致的做法，很貼切的顯露出來。